# Come diventare buoni
Come diventare buoni è un romanzo dello scrittore inglese Nick Hornby.
Dopo aver analizzato diverse tematiche della società umana, l'autore si dedica questa volta alla famiglia ed ai sentimenti di bontà e cattiveria.

## Incipit
(Nick Hornby, Come diventare buoni, 2001)

## Finale
(Nick Hornby, Come diventare buoni, 2001)

## Trama
Una coppia con figli, lui, David, accidioso e sempre arrabbiato con il mondo; lei, Katie, medico, e fondamentalmente in pace con tutti. Un giorno lei telefona al marito per sentire come stanno i bambini e per dare un'informazione riguardante la scuola e le scappa senza volerlo di dirgli che non torna a casa e che pianta tutti, specialmente lui. Inizia così il romanzo nello stile tendenzialmente scioccante di Hornby, che tende immediatamente ad attirare l'attenzione del lettore. I due coniugi si scambieranno i ruoli: lui si trasformerà in bontà assoluta, mentre lei farà di tutto per meritarsi la qualifica di odiosa a cominciare proprio dal modo che sceglie per rompere la relazione.
Il libro affronta le ipocrisie che volenti o nolenti fanno parte della vita quotidiana di tutti.

## Dedica
A Gill Hornby

## Edizioni
- Nick Hornby, Come diventare buoni, Narratori della fenice, Guanda, 2001,  p. 293, ISBN 88-8246-391-5.
- Nick Hornby, Come diventare buoni, collana SuperPocket, Guanda, 2005,  p. 293, ISBN 88-462-0823-4.